# 都道府県リーグ (女子サッカー)
都道府県リーグ（とどうふけんリーグ）は、日本における女子サッカーのリーグの1つであり、日本女子サッカーリーグ（なでしこリーグ）、地域リーグの下に位置する社会人女子サッカーのリーグ戦のカテゴリーをいう。
ほとんどの新規加盟チームは都道府県リーグの一番下のカテゴリからスタートするのが慣例となっている。北海道は全道リーグが地域リーグ扱いとなるため、都道府県リーグに相当するリーグとしては各地区単位（2023年時点では札幌および十勝）でのリーグ戦が挙げられる。
都道府県リーグで上位の成績を上げ地域リーグへの昇格意思を示した場合、各地域ごとに行われる参入戦、あるいは地域リーグ下位チームとの入替戦に勝利することで地域リーグへ昇格する。なお、関西地区では関西リーグが最下部として扱われるため、新規参入チームは関西リーグ2部からスタートすることになるほか、東北地区でも青森や秋田など県リーグを開催していない地域では東北リーグが最下部として扱われる。
近年は、なでしこリーグ参加を目指すチームについては実力などを考慮して飛び級の形で上位カテゴリーに進出させる例もある。アンジュヴィオレ広島がチームを発足し広島県女子サッカーリーグに参入した際は、県リーグ1部にあたる広島県Aリーグに所属し、県リーグ2部にあたるBリーグには参戦しなかった。
試合会場は中小規模の公営グラウンドや、学校や企業所有のグラウンドを利用して行うことが一般的である。場合によっては土のグラウンドにゴールポストとラインを設置して行われる例もある。

## 都道府県リーグ一覧
| 地域 （上位リーグ） | 都道府県リーグ                                   |
| ------------------- | ------------------------------------------------ |
| 北海道              | 札幌、十勝                                       |
| 東北                | 岩手、宮城、山形、福島                           |
| 関東                | 茨城、栃木、群馬、埼玉、千葉、東京、神奈川、山梨 |
| 北信越              | 新潟、富山、石川、福井、長野                     |
| 東海                | 静岡、岐阜、愛知、三重                           |
| 関西                | 京滋、兵庫                                       |
| 中国                | 鳥取、島根、岡山、広島、山口                     |
| 四国                | 徳島、香川、愛媛、高知                           |
| 九州                | 福岡、佐賀、長崎、大分、熊本、宮崎、鹿児島、沖縄 |